# 尖山子乡
尖山子乡，是中华人民共和国黑龙江省双鸭山市宝清县下辖的一个乡镇级行政单位。

## 行政区划
尖山子乡下辖以下地区：
尖东村、东方村、东青村、东红村、东风村、索东村、东明村、东鑫村、三道林子村、头道林子村、二道林子村、中岗村、北岗村和银龙村。